# ألفونس دس فرانسوا لاكروا
ألفونس دس فرانسوا لاكروا هو مبشر سويسري، ولد في 10 مايو 1799 في نوشاتيل في سويسرا، وتوفي في 8 يوليو 1859 في كلكتا في الهند.